# Old Tom Morris

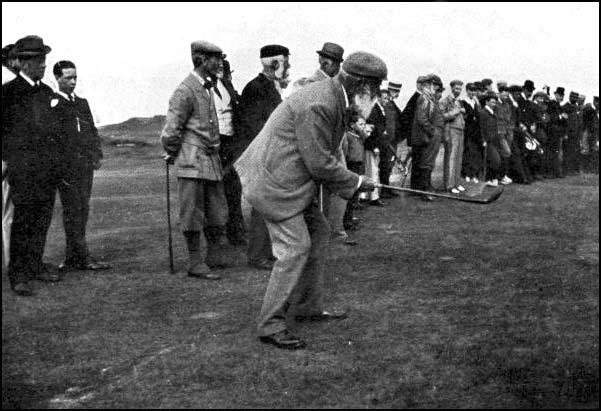
Old Tom Morris um 1890.

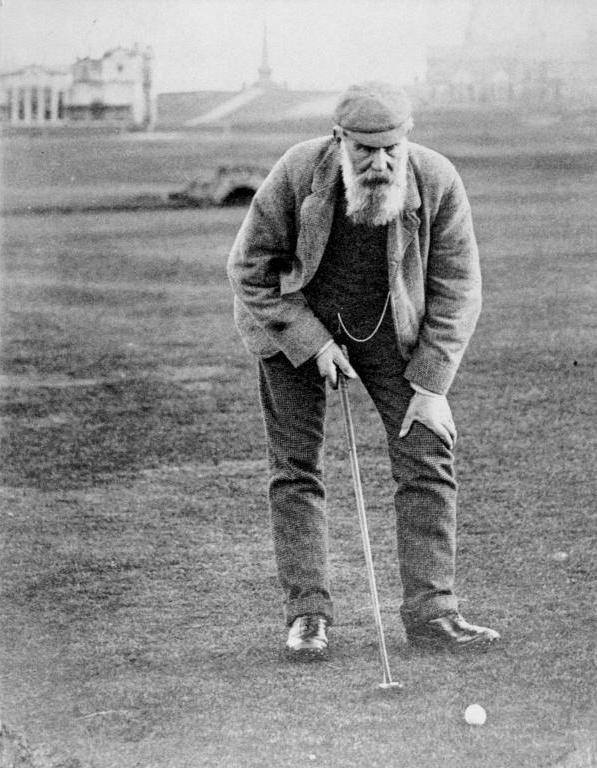
Old Tom Morris um 1905 auf „seinem“ Old Course.

Old Tom Morris (* 16. Juni 1821 in St Andrews; † 24. Mai 1908 ebenda) war ein schottischer Golfspieler, Schlägerbauer, Golfarchitekt und Greenkeeper. In jedem dieser Bereiche leistete er grundlegende Pionierarbeit, so dass er heute als einer der wichtigsten Protagonisten des Golfsports überhaupt gilt. Unter seinem Einfluss standen so bahnbrechende Neuerungen wie die ersten Inlands-Plätze (vorher wurde Golf nur an den Küsten gespielt), der Guttapercha-Ball, die erste Open Championship, der 18-Loch-Platzstandard, die Möglichkeit verschiedener Abschläge pro Bahn und die Professionalisierung des Greenkeepings.

## Leben
Old Tom Morris begann seine Karriere 1837 als Lehrling des Golfballmachers und Berufsgolfers Allan Robertson, jedoch kam es 1849 aufgrund des aufkommenden Guttapercha-Balles zum Bruch. Robertson fürchtete um sein Geschäft, Morris war gegenüber dem neuen Ball aufgeschlossener und musste schließlich nach Prestwick gehen. Von 1851 bis 1864 arbeitete er dort als Greenkeeper, bevor er 1865 zurückkehrte und – als Nachfolger des zwischenzeitlich verstorbenen Allan Robertson – zum „Custodian of the Links“ in St Andrews ernannt wurde. Ab 1867 betrieb er eine Golfschlägerwerkstatt neben dem 18. Grün des Old Course in St Andrews und beschäftigte dort sechs Golfschlägerbauer. Dieser Golfshop existierte bis 2018 und galt lange Jahre als ältester der Welt.
Sein erster Sohn „Wee Tom“ starb 1850 im Alter von vier Jahren, sein zweiter Sohn wurde ein Jahr später geboren und als Young Tom Morris der wohl beste Golfspieler des 19. Jahrhunderts. Jedoch verstarb Young Tom bereits im Alter von 24 Jahren und auch Jamie, seinen dritten Sohn, überlebte Old Tom um zwei Jahre.
1976 wurde Morris – ein Jahr nach seinem Sohn – in die World Golf Hall of Fame aufgenommen, 2003 in die Scottish Sports Hall of Fame. Das 18. Loch des Old Course in St Andrews ist nach ihm benannt.

## Karriere als Spieler
Trotz der Trennung von Allan Robertson trat er noch oft mit ihm als Partner in privaten Wettspielen um Geld an. Bis zum Jahr 1859, als Robertson starb, soll das Paar ungeschlagen gewesen sein. Old Tom Morris selbst gewann die Open Championship in den Jahren 1861, 1862, 1864 und 1867. Er ist immer noch der älteste Open-Sieger mit 46 Jahren und hielt den Rekord für den Sieg mit dem größten Vorsprung (13 Schläge im Jahr 1862), bis dieser im Jahre 2000 von Tiger Woods auf 15 Schläge angehoben wurde. Bei seiner letzten Teilnahme an der Open war er bereits 74 Jahre alt.
Als Spieler war er weder spektakulär lang vom Abschlag, noch konnte er besonders gut putten, er hatte aber einen sehr gleichmäßigen Rhythmus und machte wenig Fehler. In späteren Jahren entwickelte er vermutlich die Yips, sodass er immer wieder kurze Putts verfehlte. Ein scherzweise an „The Misser of Short Putts, Prestwick“ adressierter Brief kam tatsächlich bei ihm an. Mit seinem Sohn bildete er häufig ein starkes Team, was jedoch nach Meinung der meisten Zeitgenossen eher an Young Tom lag. Viele legendäre Duelle, insbesondere mit den Parks aus Musselburgh, sind überliefert – einmal trainierte er sogar sechs Monate vorher und verzichtete in dieser Zeit auf seine Tabakpfeife.

## Golfarchitekt

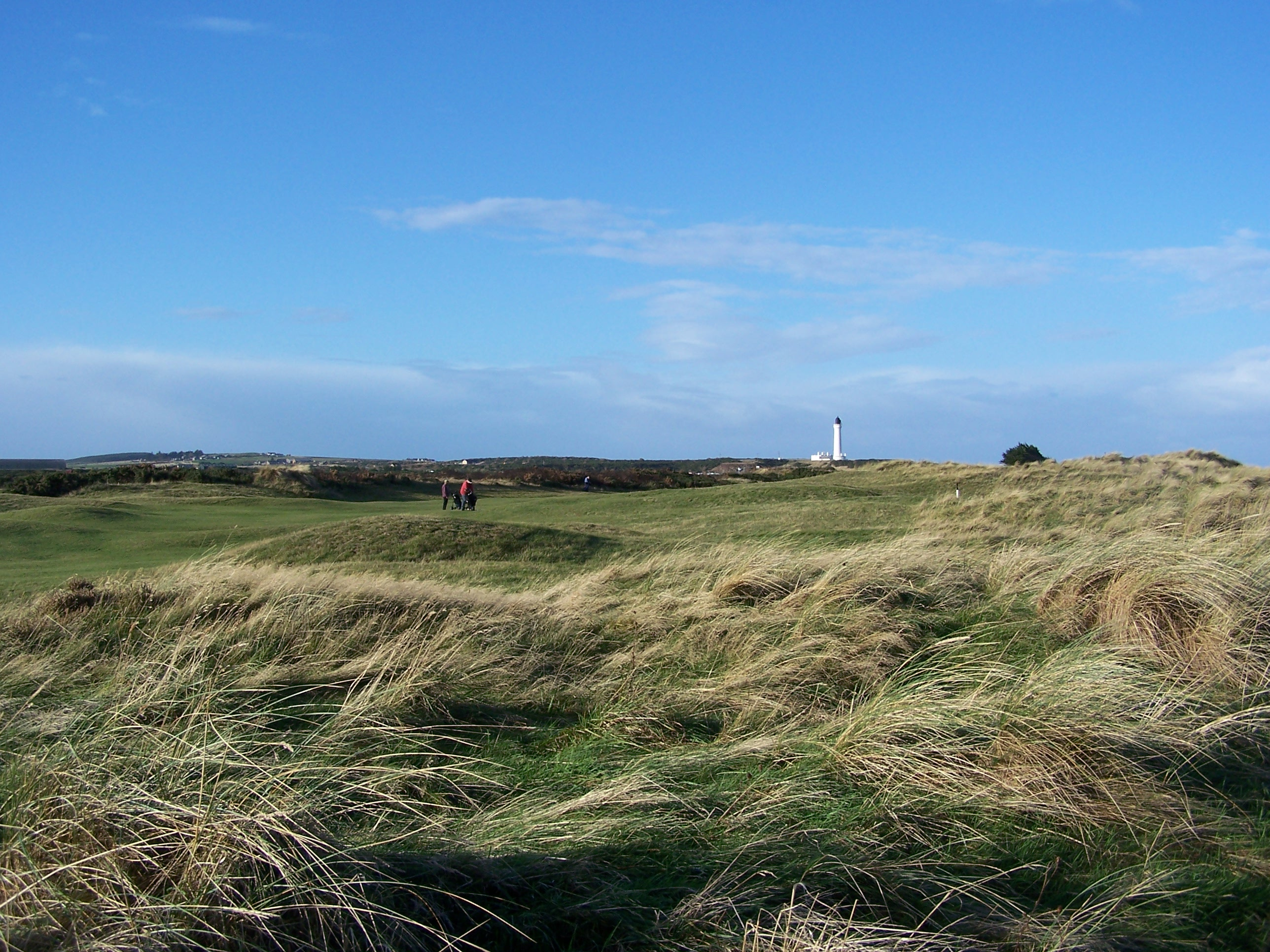
1889 entwarf Old Tom Morris den Old Course des Moray Golf Club in Lossiemouth.

Als Old Tom Morris um 1875 in dieses Feld einstieg, gab es vermutlich weniger als 50 Golfplätze weltweit, die meisten davon in Schottland. Als er sich um die Jahrhundertwende zurückzog, hatte sich diese Situation grundlegend geändert: überall auf der Welt wurden Golfplätze gebaut und ihre Architekten verdienten genug Geld, um alleine von dieser Arbeit leben zu können. Technologische Entwicklungen machten es möglich auch auf früher unwegsam scheinendem Gelände Golfplätze anlegen zu können, so etwa in den Heidegebieten um London und auf Long Island.
Über die Zahl der von Old Tom Morris entworfenen Golfplätze besteht keine Einigkeit, je nach Quelle werden zwischen 35 und 75 Layouts genannt, die er zumeist für ein Salär von einem Pfund pro Tag plus Spesen entwarf. Viele davon gehören heute zu den berühmtesten Plätzen der Welt, so etwa Prestwick, Royal Dornoch, Muirfield, Machrihanish, Carnoustie, Royal County Down, Royal Portrush, Westward Ho!, Crail und Nairn. Auch in St Andrews selbst war er tätig und baute dort 1895 direkt neben dem Old Course den New Course, vermutlich allerdings nach einem Routing Plan von Benjamin Hall Blyth.
Seine tatsächlichen Beiträge zum Aufbau dieser renommierten Golfplätze sind heute kaum noch nachvollziehbar. Aus diesem Grund wurde, beginnend mit Tom Simpson, immer wieder Kritik an seiner Arbeitsweise geäußert und ihm gelegentlich auch die Klassifizierung als Golfarchitekt verweigert. Sein wichtigstes Architekturprinzip war, dass er die Bahnen immer an die natürlichen Gegebenheiten anpassen wollte. Jedoch hatte er auch kaum eine andere Wahl, da man damals noch nicht über die notwendigen Maschinen verfügte, um aufwändige Erdarbeiten durchführen zu können. Tatsächlich beschränkte sich Old Tom Morris beim Entwurf eines Platzes im Prinzip darauf das Gelände abzuschreiten und 18 Abschläge und 18 Grüns mit je einem Stock zu markieren – der Rest war dann Aufgabe des Greenkeepers. Andererseits standen ihm aufgrund technologischer und finanzieller Einschränkungen im 19. Jahrhundert auch kaum andere Möglichkeiten der Gestaltung zur Verfügung.
Vor diesem Hintergrund ist auch die Kritik an seinen teilweise sehr geometrischen und wenig natürlichen Formen zu sehen: alte Fotos zeigen quadratische Grüns und quer zur Spielrichtung laufende Erd- oder Steinwälle als hauptsächliche Hindernisse. Allerdings ist zu berücksichtigen, dass es damals bei weitem nicht üblich war die Grüns überhaupt abweichend vom Fairway zu schneiden, so dass selbst simple Formen als Charakteristikum gelten können. Die Wälle waren damals typisch für Linksland, wo sie als Deiche dienten. Sie ließen sich relativ preisgünstig anlegen und waren spieltechnisch effektiv. Eine Erfindung von Morris war die Verstärkung der Bunkerwände durch ausgediente Eisenbahnschwellen; Pete Dye übernahm diese Konstruktionsmethode 100 Jahre später als persönliches Markenzeichen. Die Einführung von separaten Abschlagsbereichen – zuvor schlug man wenige Schlägerlängen vom letzten Loch entfernt ab – lässt sich ebenfalls auf Old Tom Morris und seine Arbeiten am Old Course zurückführen und auf 1876 datieren.
Ein weiteres Merkmal von Old Tom Morris’ Designstil war die oft fehlende Abgrenzung der Spielbahnen zueinander bis hin zu sich kreuzenden Fairways. Abgesehen von der schon genannten Budgetproblematik war er hier sicherlich vom Old Course beeinflusst, der eine ähnliche Gestaltung aufweist. Eine große, möglichst offene Fläche soll es dem Spieler ermöglichen seinen eigenen Weg zu finden. Er soll nicht durch künstliche Grenzen beengt werden und auch der soziale Faktor war in den damaligen Kleinstädten erwünscht: ähnlich einem Spaziergang im Stadtpark trifft der Golfer häufig auf Nachbarn und Freunde.
Obwohl die meisten seiner Layouts stark verändert wurden, insbesondere wegen der längeren Schläge, die mit moderner Ausrüstung möglich wurden, können einzelne Löcher noch in Gänze auf Old Tom Morris zurückgeführt werden. Dazu gehören beispielsweise der diagonale Eröffnungsdrive über den Strand von Machrihanish, The Dell in Lahinch, The Alps in Prestwick oder Foxy, das 14. Loch von Royal Dornoch, das von einigen Experten als bestes Golfloch der Welt angesehen wird. Trotz einiger, auch berechtigter Kritikpunkte bleibt also die Tatsache bestehen, dass sich aus sehr vielen Morris’schen Routings in der Folge Weltklasseplätze entwickelten, was dann durchaus für seine gestalterischen Fähigkeiten spricht.

## Greenkeeper
Old Tom Morris modernisierte das Greenkeeping durch die Einführung neuer Methoden, was sich insbesondere auf die Grüns des Old Course auswirkte, für die er viele Jahre verantwortlich war. Von ihm ist die Anweisung „Saund, Honeyman! Saund and mair Saund!“ überliefert, womit er seinen Assistenten anwies die Grüns zu sanden – eine Technik, die Morris eher zufällig in Prestwick entdeckte und die heute zum Standardrepertoire der Golfplatzpflege gehört. Über Jahrzehnte konnten sich so die berühmten Grünkomplexe entwickeln, die den Profispielern noch heute große Schwierigkeiten bereiten.
Außerdem führte er den metallverstärkten Locheinsatz ein, der es erstmals in der Geschichte des Golf ermöglichte die Löcher auf einen identischen und standardisierten Durchmesser zu stechen.